# Vladimir Osolnik
Vladimir Osolnik, literarni zgodovinar, urednik, prevajalec, slavist, * 9. marec 1948, Ljubljana, † 6. avgust 2025.

## Življenje
Bil je eden od štirih otrok Mare Rupene in Bogdana Osolnika. Leta 1972 je diplomiral iz jugoslovanskih književnosti in komparativistike na Filološki fakulteti v Beogradu. Istega leta se je zaposlil kot urednik založbe znanstvenega tiska pri Partizanski knjigi v Ljubljani. V letih 1974–87 je delal na Republiškem komiteju za kulturo Slovenije. Od 1987 je bil zaposlen na Oddelku za slovanske jezike in književnosti Filozofske fakultete v Ljubljani, najprej kot asistent. Doktoriral je maja 1992 s tezo Literarna zgodovina o Petru II. Petroviću Njegošu. Od 1999 je bil izredni, od 2004? redni profesor za književnosti južnoslovanskih narodov. Po upokojitvi je bil imenovan za zaslužnega profesorja ljubljanske univerze (2020).

## Delo
Njegovo strokovno delo je obsegalo področje srbske in hrvaške književnosti. Preučeval je slovenske vplive in mesto slovenskih literarnih dosežkov v okviru drugih južnoslovanskih književnosti in posredoval spoznanja o hrvaških, srbskih, bosanskih in črnogorskih literarnih delih in njihovih avtorjih v slovensko okolje. 
Prikazal je življenje in delo Josipa Murna Aleksandrova in Petra II. Petrovića Njegoša. Napisal je radijsko dramo o Njegošu. Sodeloval je pri pripravi slovenskega vojaškega slovarja in pri zasnovi zbirk Pogledi ter Znameniti Slovenci. Bil je član uredništva Slavistične revije.

## Izbrana bibliografija

### Monografije
- Josip Murn Aleksandrov: v besedi in sliki. Ljubljana: Mladinska knjiga, 1980. (COBISS)
- Petar Petrović Njegoš v besedi in sliki. Ljubljana: Mladinska knjiga, 1985. (COBISS)
- Istorija književnosti o Petru II. Petroviću Njegošu, (Monografije i studije, knj. 3). Podgorica: Crnogorska akademija nauka i umjetnosti, 1999. (COBISS)
- Literarna zgodovina o Petru II. Petroviću Njegošu, (Razprave Filozofske fakultete). Ljubljana: Znanstveni inštitut Filozofske fakultete, 2003. (COBISS)

### Prevodi
- Jevta Jevtović (ur.): Svetovni mojstri moderne umetnosti in jugoslovanskih zbirk: maj-december 1987. Beograd: Narodni muzej, 1987. (COBISS)
- France Stele: Triglav. Komenda: France Stele, 1987. (COBISS)
- Mersad Berber: Mersad Berber: [opus 1960–1996]. Ljubljana: SOL Intercontinental, 1997. (COBISS)

### Izbor člankov
- Jernej Kopitar v srbski kulturni zgodovini: (o odmevih Kopitarjevega dela med Južnimi Slovani). Kopitarjev zbornik: mednarodni simpozij v Ljubljani, 29. junij do 1. julij 1994: simpozij ob stopetdesetletnici njegove smrti (1996). 337–347. (COBISS)
- Slovenski vplivi v južnoslovanskih literarnih vedah. Zbornik predavanj (1996). 139–155. (COBISS)
- Stefan Mitrov Ljubiša i Fran Levstik. Književno djelo Stefana Mitrova Ljubiše - novo čitanje: zbornik radova za simpozijuma održanog u Reževićima (2000). 161–174. (COBISS)
- Slovenski in južnoslovanski zgodovinski roman v drugi polovici 20. stoletja. Slovenski roman (2003). 579–588. (COBISS)
- O pesniku Alojzu Gradniku kot prevajalcu Gorskega venca Petra II. Petrovića Njegoša v slovenščino. Alojz Gradnik: pesnik Goriških Brd: zbornik z mednarodnega simpozija na Univerzi v Vidmu (19.–20. aprila 2007) (2008). 54–66. (COBISS)
- Heinrich Stieglitz o južnih Slovanih.[mrtva povezava] Jezik in slovstvo (1994/95). 308–312. (COBISS)